# Druimindarroch
Druimindarroch (Schots-Gaelisch: Druim nan Darach) is een dorp in de Schotse lieutenancy Inverness in het raadsgebied Highland.